# Leo Birinski
Leo Birinski (patrně 8. června 1884 Lisjanka, Ukrajina, Ruské impérium – 23. října 1951 Bronx, New York City, USA) byl dramatik, filmový scenárista a režisér židovského původu. Působil v Rakousku, Německu a v USA. Jako dramatik dosáhl největší popularity v Evropě v letech 1910 – 1917, pak byl postupně zapomenut. Od 20. do 40. let 20. století pracoval především jako scenárista pro film, nejprve německý, později americký. V USA se však vrátil i k psaní divadelních her. Psal německy, později v USA anglicky.
Znovuobjevení českých překladů Birinského her v 60. a pak v 70. letech 20. století v českých antikvariátech podnítilo vznik nových inscenací v Rakousku, v tehdejším Československu, Jugoslávii a Maďarsku. Probudilo však i zájem o jeho životní osudy. Do současnosti se totiž o jeho životě zachovalo jen minimum běžně dostupných informací. Navíc kolem osoby Birinského vždy vznikaly nejrůznější legendy a fámy, jejichž šíření patrně sám podporoval. Například fáma o jeho sebevraždě v roce 1920 dokonce z novinových nekrologů vstoupila i do encyklopedií.

## Používané varianty jména
Leo Birinski – příjmení po matce – zhruba od roku 1908 až do smrti jeho občanské i umělecké jméno. Leo Gottesmann – příjmení po otci – nejméně do roku 1906 je používal jako občanské jméno.
Různé pravopisné a jazykové varianty: Leo G. Birinski, Leo Birinsky, Lev G. Birinski, Lav Birinski, Birinszki Leó, Lev Birinszkij, Leon Birinski atd. V českém prostředí je znám pod poruštěným jménem Lev Birinskij. To patrně souvisí s marketingovou a vlasteneckou mystifikací pražského Národního divadla k české premiéře jeho hry Mumraj roku 1912. Tato satira na ruské poměry, napsaná německy židovským autorem žijícím ve Vídni, by patrně byla v českém Národním divadle neprůchodná, proto byl Birinski prohlášen za židovského autora píšícího rusky a jeho příjmení dostalo ruskou koncovku. Formulace „Rusky napsal Lev Birinskij“ na zdejší divadelní ceduli vstoupila do českých dějin divadla a jen velice obtížně se vyvracela, takže ještě na konci 20. století zde byl Birinski uváděn jako ruský autor.

## Biografie

### Varianty místa a data narození
Jeho původ je dost nejasný a existuje asi osm, někdy zcela protichůdných, verzí místa a data jeho narození. Podle českých pramenů se narodil roku 1885 v Kyjevě na Ukrajině. Podle německých a rakouských pramenů a podle Velké židovské národní biografie, vydané v Czernowitz, se Birinski narodil v Bukovině – buď přímo v hlavním městě Czernowitz nebo v městečku Storozynetz, a to roku 1880 nebo 1884. Podle amerického filmového slovníku to bylo roku 1882 někde v Rusku. Jednoznačnou odpověď nedávají ani Birinského dobové osobní dokumenty. Ve vídeňských přihláškách k pobytu (zachovalo se jich 18 z let 1904 – 1921) zpočátku uváděl jako datum narození červenec 1884 a jako rodiště střídavě haličská městečka Borszczów nebo Skała. Dne 12. prosince 1914 Birinski náhle změnil identitu a až do definitivního odjezdu z Vídně uváděl jako datum narození 8. červen 1884 a jako rodiště městečko Lisjanka v Rusku (190 km jižně od Kyjeva, dnes Ukrajina). Při příjezdu do USA se imigračním úředníkům prokázal nikaragujským pasem a jako místo narození uvedl přístav Bluefields v Nikaragui. Který z těchto údajů je pravdivý, dnes nelze s jistotou určit, některé z nich však lze vyloučit. Židovské matriky z Czernowitz a z Borszczowa se zachovaly dodnes a podle nich se v těchto obcích prostě nenarodil. Nikaragujská identita vypadá exoticky, ale není věrohodná – roku 1921 odjel z Vídně do Berlína jakožto ukrajinský občan (což lze doložit). Nikaragujské doklady si zřejmě nějakým způsobem opatřil v Německu; jakým, to by byla jen spekulace. Podle rodinných souvislostí se jako Birinského nejpravděpodobnější rodiště jeví Lisjanka. Jeho otec Hersch (Hermann) Gottesmann pocházel z Borszczowa a byl obchodním zástupcem (v přihláškách k pobytu uváděl povolání „Agent“). Roku 1877 se v obci Počapincy (10 km od Lisjanky) oženil s Čarnou Birinskou (nebo Berinskou), dcerou pachtýře z Lisjanky. A v Lisjance se také narodil roku 1889 Leův mladší bratr Mordko. Tamější dobové matriky byly zničeny, takže tato hypotéza zůstane navždy nepotvrzená. Pokud se týče data narození, musíme věřit tomu, jež v souvislosti s Lisjankou uváděl on sám: 8. června 1884 (není však jasné, zda podle juliánského nebo gregoriánského kalendáře).
O důvodech náhlé změny jeho identity roku 1914 můžeme jen spekulovat. Pro život v Rakousku-Uhersku bylo určitě jednodušší vystupovat jako rakouský občan haličského původu – o tom zřejmě rakouské úřady přesvědčil, možná i díky haličskému původu otce Hermanna. Po vypuknutí první světové války mu však mohlo hrozit povolání do armády a začalo být výhodnější přiznat původ z Lisjanky. Tím se z něj stal občan nepřátelského státu s povoleným trvalým pobytem ve Vídni. Jde ovšem jen o hypotézu.
Osudy rodiny Gottesmannových v prvních letech jeho života můžeme odvozovat jen z nepřímých indicií. Z místa narození jeho mladšího bratra Mordka (1889) lze soudit, že rodina nejméně do konce 80. let zřejmě žila v Lisjance. Někdy před rokem 1900 se patrně přestěhovala do Czernowitz, kde se 1. ledna 1900 narodila jeho nejmladší sestra Hanna (Anna).

### Vídeňské období
Údaj o jeho příchodu do Vídně existuje ve dvou verzích. Podle dobového životopisu, uváděného českými prameny, se to stalo roku 1901. Podle přihlášek k pobytu bratra Mordka přesídlila rodina z Czernowitz do Vídně až v červenci 1904. A tyto údaje se zdají pravděpodobnější. Birinski později (roku 1940 při sčítání lidu v USA) uvedl, že absolvoval tři roky vysoké školy. Pokud je to pravda, musel před tím vystudovat gymnázium. A to by podle ruského modelu (např. v Kyjevě) ukončil asi roku 1902, podle rakouského modelu (např. v Czernowitz) asi roku 1903. Podle dostupných pramenů se zdá, že do Vídně přišel až po absolvování střední školy. Leo se zde přihlásil pod jménem Gottesmann a jako místo narození uvedl Borszczów v Haliči (otcovu rodnou a domovskou obec). Toto příjmení po otci používal nejméně do roku 1906. Nejstarší dokument, v němž se již prezentoval jménem po matce, tedy jako Birinski, je dopis odeslaný z Vídně roku 1908. Tomuto příjmení zůstal věrný až do smrti, pod ním také publikoval, občas ještě v pravopisné variantě Birinsky. Ve Vídni pracoval jako knihkupecký příručí (Handelskommi). Jeho stopa dočasně zmizela na konci roku 1906, kdy ještě pod jménem po otci odjel z Vídně „domů“ (můžeme se dohadovat, zda do Haliče či na Ukrajinu a zda právě v tomto období někde tam nestudoval na vysoké škole). Ve Vídni se znovu prokazatelně objevil v roce 1908, již jako Birinski. Rychle pronikl do tamních uměleckých kruhů, spřátelil se s významnými herci Hugem Thimigem a Josefem Kainzem, kteří mu pomáhali v začátcích jeho umělecké dráhy. Začal překládat a později se věnoval i vlastní dramatické tvorbě. Pro Kainze v posledním období jeho života zřejmě pracoval jako osobní tajemník a pečoval o něj i během jeho fatální nemoci až do Kainzovy smrti v září 1910. Podle přihlášek k pobytu Birinski v té době občas pobýval v Berlíně a v Mnichově, kde patrně navazoval další umělecké kontakty.
Z vídeňského období pocházejí jeho tři divadelní hry. Tragédie Der Moloch byla uvedena v lednu 1910 ve Vídni a ještě v témže roce vydána tiskem, nejprve na pokračování v berlínském měsíčníku Ost und West, posléze pak ve Vídni a v Berlíně dvakrát knižně. Prokazatelně byla uvedena i v Německu a dále v chorvatském a slovinském překladu. Do češtiny byla sice přeložena hned v roce 1910 Vincencem Červinkou, ale z uvedení pražským Národním divadlem nakonec z trochu záhadných důvodů sešlo. O tragédii Raskolnikoff podle Dostojevského Zločinu a trestu se sice rovněž psalo již v roce 1910, ale vydána byla asi až v roce 1912 v Mnichově, a to ve formě rozmnoženého strojopisu. Poprvé byla inscenována v dubnu 1913 v Geře (ve Vídni ji uvedli až roku 1917). Některé prameny ji přesto označují za prvotinu. Mimo autorovu domovinu byla v té době uvedena patrně pouze v Německu, Chorvatsku a ve Slovinsku. Český překlad vytvořila roku 2007 podle původního vydání Kateřina Bohadlová, v roce 2009 se uskutečnila česká premiéra. Nejúspěšnější hrou tohoto období se stala komedie – podle samotného autora tragikomedie – Narrentanz. Uvedena byla 28. září 1912 současně v deseti městech. Vzápětí byla hra v Mnichově vydána knižně. Následovalo množství dalších inscenací v celé německojazyčné oblasti, v listopadu byla hra uvedena dokonce v německém divadle v New Yorku. Řadu překladů zahájilo české uvedení pod názvem Mumraj 1. října 1912 v pražském Národním divadle (překlad Vincenc Červinka), a to za účasti autora. Kromě češtiny lze prokázat existenci dobových překladů do polštiny, slovinštiny, maďarštiny, dánštiny, nizozemštiny a francouzštiny. Tisk se zmiňoval ještě o překladu do angličtiny, a dokonce do japonštiny – jejich existenci ani případné inscenace se však zatím prokázat nepodařilo. Prokazatelně vznikla pouze adaptace na hudební komedii s názvem The Merry Martyr, k níž scénář a texty písní napsal Glen MacDonough a hudbu složil původně vídeňský skladatel Hugo Riesenfeld. Děj hry byl přesazen do jakési fiktivní španělské provincie Vallamadoosa, postavy dostaly nová španělská jména. Premiéra se uskutečnila 29. září 1913 ve Forrest-Theatre ve Philadelphii. Kritika inscenaci v podstatě ztrhala, takže po dvou týdnech provozování „zemřela předčasnou americkou smrtí“, jak napsal teatrolog Hiram Kelly Moderwell. V British Library se zachoval zpěvníček písní k této adaptaci. Kromě těchto tří her je Birinski podepsán ještě pod úpravou Nestroyovy frašky Nur Ruhe!, která byla uvedena v lednu 1914 ve Vídni a obratem tamtéž vydána knižně (jediný dostupný výtisk vlastní Knihovna Kongresu ve Washingtonu). Oprávněnost uvádění Birinského jako spoluautora však zejména vídeňský kritik a satirik Karl Kraus nemilosrdně odmítl.
V březnu 1920 proběhla vídeňským tiskem zpráva o jeho sebevraždě a rozšířila se rychle i do zahraničí. Později se zjistilo, že šlo o fámu, která vznikla záměnou Birinského s jeho mladším jmenovcem (a snad také příbuzným z Haliče) Leonem Gottesmannem. Objevila se nějaká dementi, leč nebyla zřejmě dost důrazná, takže pro většinu encyklopedií Birinského život tehdy skončil. Díky tomu se jeho osobnost rozdělila na dvě slovníková hesla: Birinski – divadelník roku 1920 „zemřel“ a Birinski – filmař se ve 20. letech „z neznáma vynořil“. Skutečný Birinski však v dubnu 1921 definitivně opustil Vídeň a přesídlil do Berlína. A z Vídně odjížděl jako ukrajinský občan.

### Německé období

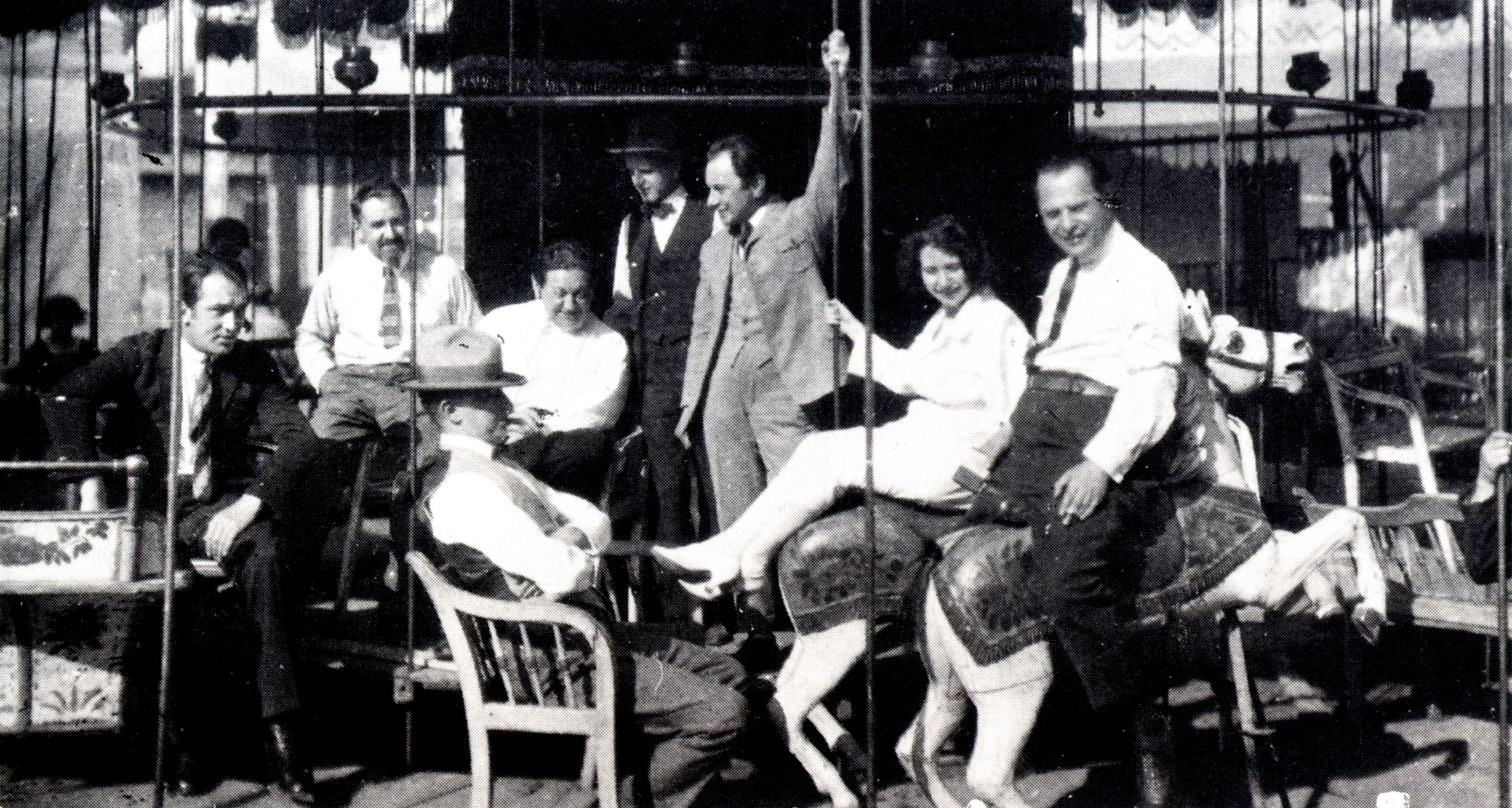
Jedno z mála nalezených vyobrazení. Přestávka v natáčení filmu Das Wachsfigurenkabinett – Leo Birinski zcela vpravo na bělouši (cca 1923).

V Německu se patrně oženil s pianistkou židovského původu Felicií Aschkenasovou, narozenou zřejmě roku 1902 ve Varšavě. Pracoval již téměř výlučně pro film, napsal celou řadu scénářů, a dokonce spolupracoval s Paulem Lenim na režii známého filmu Das Wachsfigurenkabinett (1923 – 1924). Jeho prvním doloženým dílem z této doby byl scénář pro film Tragödie der Liebe (režie Joe May, 1922); podle některých pramenů šlo o první promítaný film, v němž si malou roli zahrála Marlene Dietrich. Během německého období se prokazatelně podílel na 13 filmových scénářích, některé z nich daly vzniknout významným filmům: Varieté (režie E. A. Dupont, 1925) nebo filmy Gennara Righelliho. Pro Righelliho měl psát scénář i k nerealizovanému projektu Winnetou, kde měl titulní roli hrát Wilhelm Dieterle. Během berlínského pobytu napsal divadelní hru Der heilige Teufel (Rasputin), jež patrně nebyla nikdy uvedena a jejíž německý text se nepodařilo najít. Existuje pouze v pozdější anglické verzi, nalezené v USA.

### Americké období
Roku 1927 odešel do Spojených států. Podle imigračních seznamů přicestoval 16. září lodí RMS Berengaria společnosti Cunard Line, na niž nastoupil v Cherbourgu, do newyorského přístavu Ellis Island. Při vstupu do země se ze záhadných důvodů prokázal nikaragujským pasem (tedy i tamním občanstvím), v němž měl dokonce zapsáno jako místo svého narození nikaragujské město Bluefields a své první jméno ve tvaru „Leon“. Oficiálně přijel navštívit svého známého Simona Suttu (obchodník s kůžemi z Moskvy, který žil na Manhattanu). Pobyt, původně plánovaný na 6 měsíců, se protáhl až do jeho smrti, tedy na 24 let. Jeho manželka Felicia v doprovodu své matky přicestovala 28. října 1929 rovněž na Ellis Island, také s nikaragujským pasem a také na návštěvu Simona Sutty. O necelý měsíc později podala u vrchního soudu v Los Angeles žalobu o rozvod kvůli „manželovu krutému jednání“. Z pozdějších dokumentů vyplývá, že k rozvodu nakonec nedošlo. Podle imigračních seznamů opustil Birinski americký kontinent jen jednou, když roku 1936 navštívil asi na týden Havaj. Při návratu uvedl, že je rozvedený, židovskou národnost nahradil ruskou, jen nikaragujskému občanství zůstal věrný. A ze stejného pramene známe i jeho tehdejší trvalé bydliště: Hollywood, 3110 Hollyridge Drive. Dne 9. března 1937 odevzdal úřadům v Los Angeles tzv. Declaration of intention (prohlášení o záměru získat občanství USA), v níž kromě nikaragujské příslušnosti uvedl, že na území USA vstoupil s tímto cílem 7. května 1932 autem z Mexika. Při sčítání lidu roku 1940 uvedl nikaragujský původ, rodinný stav: ženatý, vzdělání: tři roky vysoké školy a povolání scenáristy ve filmovém studiu. S manželkou Felicií se zřejmě nerozvedl, ale nežili spolu. Felicia měla koncem 40. let trvalé bydliště prokazatelně v Buenos Aires v Argentině. A to je skoro vše, co je o Birinského americkém pobytu doloženo písemně; žádné významnější informace se nenašly ani v knihovně při Academy of Motion Picture Arts and Sciences, přestože „he worked on some major films“. Přestože ve všech úředních dokumentech, nalezených v USA, Birinski uváděl nikaragujský původ, pravděpodobnější je, že se narodil v ukrajinské Lisjance. Tuto verzi totiž podporují starší prameny a o Birinského původu z Ruska psal v nekrologu i jeho dobrý známý Paul Frank.
V USA pokračoval v práci autora filmových námětů, scenáristy a příležitostného režiséra. Prokazatelně se tam podílel na dvanácti scénářích a na osmi nerealizovaných projektech, u několika dalších filmů je jeho podíl nejistý. Prvním Birinského americkým dílem se zřejmě stala hned režie filmu Das große Glück, což byla německojazyčná verze filmu A Ship Comes In z roku 1928. Další dva projekty, na nichž se podílel, se realizace nedočkaly. V pozůstalosti po Glorii Swanson se zachovaly různé verze scénáře pro nedokončený film Queen Kelly. Jednu z verzí scénáře vytvořil mezi březnem a dubnem 1929 právě on sám. Druhým nerealizovaným projektem měl být film The Bargain in the Kremlin, jehož scénář s „revolučním příběhem“ měl psát pro režiséra Paula Leniho. Některé z filmů patřily podle hollywoodské terminologie mezi tzv. „velké“: na příklad Mata Hari s Gretou Garbo nebo Mamoulianovy filmy The Song of Songs (s Marlene Dietrich) a The Gay Desperado. V roce 1936 byl jeden film podle jeho scénáře natočen i ve Francii. On sám si ještě jednou vyzkoušel i filmovou režii v romanci Flirtation z roku 1934. Koncem roku 1936 proběhla tiskem zpráva, že MPAA v zájmu dobrých vztahů s Velkou Británií podle Haysova kodexu zastavuje práci na filmu I Gave My Wife to the King o aféře bývalého britského krále Edwarda VIII. a paní Wallis Simpsonové. S námětem jako první přišel právě Birinski. Posledním známým filmem podle Birinského námětu byla špionážní komedie The Lady Has Plans z roku 1942 s Paulette Goddard.
Dva z jeho filmů se staly předlohou pro stejnojmenné rozhlasové hry: roku 1937 to byl The Song of Songs a roku 1943 The Lady Has Plans. Obě hry byly vysílány v síti CBS (Columbia) v rámci cyklu The Lux Radio Theatre a dodnes se v soukromé sbírce zachovaly jejich nahrávky.
Ve Spojených státech se věnoval i psaní divadelních her. V září 1932 si zaregistroval práva na hru The Last Czarina, což zřejmě byla první anglická verze hry Der heilige Teufel (Rasputin), kterou si přivezl z Německa. Její pozdější verze s názvem The Holy Devil (Rasputin) se našla v pozůstalosti po novináři a spisovateli Hermanu Bernsteinovi (zemřel v srpnu 1935), který v textu provedl několik především jazykových úprav. Tato hra téměř jistě nebyla nikdy ani inscenována, ani vydána tiskem. Po celou první polovinu 30. let se v newyorském tisku objevovaly zmínky o dalších a dalších chystaných inscenacích Birinského her – pod rozmanitými názvy se však zřejmě skrýval pouze různě přepracovaný a do španělských kulis přesazený Mumraj. K realizaci skoro jistě ani v jednom případě nedošlo. V lednu 1935 byla v broadwayském divadle Imperial Theatre uvedena jeho hra Nowhere Bound o lidech deportovaných z USA. Na repertoáru se udržela měsíc, bylo odehráno celkem 15 představení. On sám zde působil zároveň jako spoluproducent inscenace. V září 1944 pak následovala hra The Day Will Come, uvedená v jiném broadwayském divadle National Theatre (dnes Nederlander Theater). Její děj se odehrával v Sovětském svazu během druhé světové války, klíčovou situací bylo setkání Adolfa Hitlera s Bludným Židem v opuštěné ruské vesnici. Odehráno bylo cca 20 představení. Kromě toho existují ještě zmínky o hrách Clouds over the Continent z roku 1937 nebo Melodrama in D Minor z roku 1943, jejich jevištní realizaci nebo vydání tiskem se však nepodařilo prokázat. Texty těchto her zatím nebyly nalezeny.
Poslední stopa po něm a jeho díle tedy pochází z roku 1944. Následujících sedm let jeho života je opět zahaleno mlhou. Podle dochovaného úmrtního listu Leo Birinski zemřel dne 23. října 1951 ve více méně chudinské nemocnici Lincoln Hospital v Bronxu. Úmrtní list poněkud atypicky neobsahuje téměř žádné údaje o zemřelém – pouze informaci, že mu bylo 50 let. Podle všech zjištění mu však v okamžiku smrti muselo být 67 let. A tak i ten poslední úřední dokument o jeho životě zakonzervoval záhadu či omyl zcela v duchu celého jeho životopisu. Pravděpodobně zemřel v bídě a zřejmě zcela osamělý (bez známých dědiců a bez kontaktů s příbuznými). Byl pohřben na newyorském městském hřbitově Potter´s Field na ostrově Hart Island v hromadném hrobu („plot 45, section 2, no. 14“). Paul Frank v nekrologu, otištěném v prosinci 1951 v newyorském německojazyčném týdeníku Aufbau, píše, že Birinski zemřel na mozkovou mrtvici ve věku 69 let, a potvrzuje, že poslední období života strávil v bídě. Tento nekrolog se zřejmě stal zdrojem informací pro „Doylův slovník“. Roku 2009 se podařilo najít Birinského příbuzné, žijící v Izraeli a v USA.

## Dílo

### Divadelní hry
- Der Moloch, tragédie ve třech dějstvích (1910) – děj se odehrává v prostředí ruských anarchistů, kteří připravují atentát na gubernátora.
- Raskolnikoff, tragédie ve třech dějstvích podle Dostojevského (první zmínka 1910, tiskem 1912, uvedeno 1913) – hra napsaná podle románu Zločin a trest.
- Narrentanz, tragikomedie ve čtyřech dějstvích (1912) – ve skutečnosti spíše komedie nebo až fraška. Satirický pohled na ruské anarchisty i gubernské úředníky. Patrně nejúspěšnější Birinského hra již v době svého vzniku.
- Nur Ruhe!, fraška ve třech dějstvích Johanna Nestroye, pro moderní scénu upravil Leo Birinski (tiskem 1913, uvedeno 1914).
- Der heilige Teufel (Rasputin), hra ve třech dějstvích (před 1927) – německý text se nezachoval, strojopis anglické verze textu s názvem The Holy Devil (Rasputin) byl ve dvou verzích objeven v pozůstalosti po novináři a spisovateli Hermanu Bernsteinovi, který zemřel v roce 1935. Jedna verze (pozdější) obsahuje Bernsteinovy rukopisné opravy a doplňky. Hra téměř jistě nebyla nikdy vydána tiskem ani inscenována, a čeká tedy na svou světovou premiéru.
- Nowhere Bound, hra ve třech dějstvích (1935) – děj se odehrává ve zvláštním vlaku, kterým jsou z Chicaga odváženi nežádoucí lidé k deportaci do newyorského přístavu Ellis Island. Text hry se nepodařilo objevit.
- The Day Will Come, hra ve třech dějstvích (1944) – děj se odehrává v Rusku během druhé světové války, klíčovou situací je setkání Adolfa Hitlera s Bludným Židem, který zůstal jako jediný ve vesnici, z níž ustoupila sovětská armáda. Text hry se nepodařilo objevit.

### Filmy
- Tragödie der Liebe (1923, scénář) – Německo, režie: Joe May, hráli: Emil Jannings, Marlene Dietrich, produkce: May-Film, jiné názvy: Love Tragedy (USA), The Tragedy of Love (USA), Tragedia d'amore (I), Tragedia miłości (PL). Pracovní název filmu Die Gräfin von Paris je v některých databázích uváděn jako samostatný film.
- Das Wachsfigurenkabinett (1924, druhý režisér, producent, podíl na scénáři) – Německo, hlavní režisér: Paul Leni, hráli: Emil Jannings, Wilhelm Dieterle, produkce: Neptun Film AG, jiné názvy: Waxworks, Three Wax Men, The Three Wax Works (USA), Tre amori fantastici (I), Figure di cera, Le Cabinet des Figures de Cire (F), El Hombre de las Figuras de Cera (Sp).
- Finale der Liebe (1925, scénář) – Německo, režie: Felix Basch, hrála: Lucy Doraine, produkce: Lucy Doraine-Film GmbH.
- Varieté (1925, scénář) – Německo, režie: Ewald André Dupont, hrál: Emil Jannings, produkce: Universum-Film AG (UFA), jiný název: Variétés (F).
- Der Bastard (1925, scénář) – Německo, režie: Gennaro Righelli, produkce: Phoebus Film.
- Der Mann aus dem Jenseits (1925, scénář) – Německo, režie: Manfred Noa, hráli: Hans Albers, Olga Konstantinovna Čechová, produkce: Gloria-Film GmbH., jiný název: Feldgrau.
- Der Prinz und die Kokotte (1926, scénář) – Německo, režie: Richard Eichberg, hrál: Hans Albers, produkce: Richard Eichberg Film, jiný název: Der Prinz und die Tänzerin.
- Die Flucht in den Zirkus (1926, scénář) – Německo, režie: Guido Parish (jako Schamberg) a Mario Bonnard, hrál: Wilhelm Dieterle, produkce: Greenbaum-Film GmbH., jiný název: The Circus of Life (USA).
- Winnetou (1926, scénář) – Německo, předpokládaná režie: Gennaro Righelli, předpokládaný herec titulní role: Wilhelm Dieterle, předpokládaná produkce: Universum-Film AG (UFA), nerealizováno.
- Die Geliebte (1927, scénář) – Německo, režie: Robert Wiene, produkce: Pan Europa-Film GmbH., jiný název: Passione Principesca (I).
- Verbotene Liebe (1927, scénář) – Německo, režie: Friedrich Feher, produkce: Deitz & Comp. GmbH., National-Film AG, jiný název: Die Studentengräfin, Die letzte Liebe (A).
- Der Soldat der Marie (1927, scénář) – Německo, režie: Erich Schönfelder, produkce: Eichberg-Film GmbH., jiný název: Marie's Soldier (USA).
- Der Meister der Welt (1927, scénář) – Německo, režie: Gennaro Righelli, hrála: Olga Konstantinovna Čechová, produkce: Greenbaum-Film GmbH.
- Laster der Menschheit (1927, scénář) – Německo, režie: Rudolf Meinert, hrála: Asta Nielsen, produkce: International Film-AG (IFA), jiný název: Laster.
- Mata Hari, die rote Tänzerin (1927, scénář) – Německo, režie: Friedrich Feher, produkce: National-Film AG, název po zásahu cenzury: Mata Hari, jiný název: L'ultima danza (I), Mata Hari: the Red Dancer (USA).
- Das große Glück (asi 1929, režie) – USA, hráli: Rudolph Schildkraut, Louise Dresser, produkce: De Mille Pictures Corp., A William K. Howard Production, německojazyčná verze filmu A Ship Comes In (1928).
- Love and the Devil (1929, námět) – USA, režie: Alexander Korda, produkce: First National Pictures.
- The Bargain in the Kremlin (1929, scénář) – USA, předpokládaná režie: Paul Leni, předpokládaný herec: Joseph Schildkraut, předpokládaná produkce: Universal Studios Inc., nerealizováno.
- Black Eagles (1929, scénář) – USA, předpokládaná režie: Lothar Mendes, předpokládaní herci: Fay Wray, Gary Cooper, William Powell, předpokládaná produkce: Paramount Pictures Inc., nerealizováno.
- Queen Kelly (1929, scénář) – USA, předpokládaná režie: Paul Stein, předpokládaná herečka: Gloria Swanson, předpokládaná produkce: Gloria Swanson a John Kennedy, nedokončeno. Film byl později zrekonstruován z natočené metráže, ale ne podle Birinského scénáře.
- Olympia (1930, scénář) – USA, režie: Jacques Feyder, produkce: Metro-Goldwyn-Mayer, německojazyčná verze filmu His Glorious Night Lionela Barrymora (1929).
- Murders in the Rue Morgue (1931, scénář) – USA, režie: Robert Florey, produkce: Universal Studios Inc., realizováno roku 1932 podle jiného scénáře.
- Mata Hari (1931, scénář) – USA, režie: George Fitzmaurice, hrála: Greta Garbo, produkce: Loew´s Inc., George Fitzmaurice Production Distribution Co., Metro-Goldwyn-Mayer Distributing Corp.
- Cheaters at Play (1932, podíl na scénáři) – USA, režie: Hamilton MacFadden, produkce: Fox Film Corp.
- The Flagrant Years (1932, scénář) – USA, předpokládaná produkce: Paramount Pictures Inc., nerealizováno.
- The Song of Songs (1933, scénář) – USA, režie: Rouben Mamoulian, hrála: Marlene Dietrich, produkce: Paramount Pictures Inc., Rouben Mamoulian Production Distribution Co., jiné názvy: Le cantique des cantiques (F), Il cantico dei cantici (I), Das hohe Lied, Lied der Lieder (D), El Cantar de los cantares (Sp), Pieśń nad pieśniami (PL).
- Stamboul Quest (1934, námět, účast na scénáři) – USA, režie: Sam Wood, produkce: Loew´s Inc., A Sam Wood Production Distribution Co., jiný název: Gli amori di una spia (I).
- Flirtation (1934, režie) – USA, produkce: Salient Pictures Corp., jiný název: Mating Time.
- Nana (1934, patrně podíl na námětu podle románu Émila Zoly) – USA, režie: Dorothy Arzner, hrála: Anna Sten, produkce: Samuel Goldwyn Company, United Artists, jiný název: Lady of the Boulevards (UK).
- Tornado (1935, námět) – USA, předpokládaný scenárista: Reginald Berkeley, předpokládaná produkce: Erich Pommer, nerealizováno.
- The Gay Desperado (1936, námět) – USA, režie: Ruben Mamoulian, produkce: Pickford-Lasky Productions Inc., Rouben Mamoulian Production Distribution Co., United Artists Corp., jiný název: L' allegro cantante (I).
- Mademoiselle Docteur (1936, scénář) – Francie, režie: Georg Wilhelm Pabst, hrál: Jean-Louis Barrault, produkce: Film Trocadéro, jiný název: Salonique, nid d´espions. Francouzský remake filmu Stamboul Quest.
- I Gave My Wife to the King (1936, námět) – USA, nerealizováno po zákazu podle Haysova kodexu. MPAA se obávala zhoršení vztahů s Británií, neboť mělo jít o příběh bývalého britského krále Edwarda VIII. a paní Wallis Simpsonové.
- The Prisoner of Zenda (1937, míra jeho podílu není jasná) – USA, režie: John Cromwell, produkce: Selznick International Pictures, United Artists.
- Full Confession (1939, námět) – USA, režie: John Farrow, produkce: RKO Radio Pictures Inc., jiný název: Il terzo delitto (I).
- Whitechapel (1939, scénář) – USA, produkce: Metro-Goldwyn-Mayer, nerealizováno.
- Palace of Thousand Lies (1942, námět) – USA, produkce: Paramount Pictures Inc., předpokládaná herečka: Claudette Colbert. Film s tímto názvem nebyl realizován, námět však byl použit pro následující film.
- The Lady Has Plans (1942, námět) – USA, režie: Sidney Lanfield, hrála: Paulette Goddard, produkce: Paramount Pictures Inc., jiný název: La signora acconsente (I), Espionne aux enchères (F).

### Rozhlasové hry
Nahrávky dvou rozhlasových her se dodnes zachovaly v soukromé sbírce.
- The Song of Songs (1937, scénář) – podle stejnojmenného filmu, v hlavních rolích hráli: Marlene Dietrich a Douglas Fairbanks Jr. Hra byla odvysílána 20. prosince 1937 v síti CBS (Columbia) v rámci cyklu The Lux Radio Theatre.[30]
- The Lady Has Plans (1943, námět) – podle stejnojmenného filmu, v hlavních rolích hráli Rita Hayworth a William Powell. Hra byla odvysílána 26. dubna 1943 v síti CBS (Columbia) v rámci cyklu The Lux Radio Theatre.[30]